# C30-7型柴油机车
C30-7型柴油机车是美国通用电气公司在1976年推出的一款电力传动柴油机车，属于通用电气Dash 7系列柴油机车产品系列之一，主要竞争对象是易安迪公司的SD40-2型柴油机车。

## 概要
1977年，通用电气公司向市场推出新一代的Dash 7系列柴油机车，取代了自1950年代开始销售的通用系列柴油机车。该系列的改进重点是提高机车的牵引性能及燃油经济性，产品目录中的九种基本车型的功率等级涵盖1800马力到3600马力，C30-7型柴油机车便是其中最早投入生产的车型。C30-7型柴油机车的名称代表着这是一款功率等级为3000马力、机车轴式为Co-Co的Dash 7系列车型，该型机车是B30-7型柴油机车的六轴版本，并作为取代U30C型柴油机车的换代车型。1976年9月至1984年6月，通用电气公司共制造了1,137台C30-7型柴油机车，其中包括了50台由联合铁路于1984年订购的C30-7A型柴油机车，这批机车的功率同样为3000马力，但改用燃油经济性更好的7FDL-12型柴油机。C30-7型柴油机车在美国本土的主要用户包括伯灵顿北方铁路、圣塔菲铁路、联合太平洋铁路、联合铁路、诺福克和西部铁路、路易斯维尔和纳什维尔铁路、海岸沿海铁路。此外，B23-7型柴油机车还被出口至墨西哥国家铁路和墨西哥太平洋铁路等海外用户。同级后继产品为C32-8型柴油机车。
C30-7型柴油机车是3000马力的干线货运用六轴柴油机车，采用单司机室、底架承载结构、双侧外走廊的罩式车体，车钩中心线间距为67英尺3英寸（20,498毫米），车体宽度为10英尺3¼英寸（3,130毫米），车体高度为15英尺4¼英寸（4,680毫米）。机车车体从前端到后端依次分别为司机室、电气控制室、动力室和冷却室。机车走行部标准配置为两台FB-3型三轴浮动摇枕转向架，采用导框式轴箱定位、大直径心盘牵引装置、两系弹簧悬挂装置（一系为轴箱螺旋圆弹簧，二系为橡胶堆旁承）和单侧闸瓦制动装置。机车装用一台16气缸、四冲程、V型结构、直接喷射、废气涡轮增压的通用电气7FDL-16型柴油机。传动系统采用交—直流电传动，柴油机直接驱动一台三相交流同步牵引发电机，发出的交流电通过硅整流装置转换为直流电，然后供给六台GE 752AF型直流牵引电动机。牵引电动机采用轴悬式驱动方式，牵引齿轮传动比为4.11（74：18）。机车设有由恒功率励磁控制系统（Constant Horsepower Excitation Control，CHEC）和“警哨”粘着控制系统（Sentry adhesion control system）所组成的模拟电子控制系统。 
在2003年，一批二手的C30-7A型机车由通用电气公司进行翻新后，出售予爱沙尼亚。

## 主要用户
| 铁路公司                                     | 数量 | 机车编号                                     | 备注                                     |
| -------------------------------------------- | ---- | -------------------------------------------- | ---------------------------------------- |
| 圣塔菲铁路                                   | 157  | 8010-8166                                    |                                          |
| 伯灵顿北方铁路                               | 242  | 5000-5141, 5500-5599                         |                                          |
| 联合铁路公司                                 | 60   | 6550-6609                                    | 6550-6599为C30-7A型                      |
| Ferrocarril del Pacífico                     | 4    | 456-459                                      |                                          |
| 路易斯维尔和纳什维尔铁路                     | 44   | 7000-7015, 7032-7051, 7062-7069              |                                          |
| 墨西哥国家铁路                               | 304  | 6700-6799, 9600-9605, 9607-9656, 11001-11148 | 11040-11090, 11129-11148于墨西哥散件组装 |
| 诺福克和西部铁路                             | 80   | 8003-8082                                    |                                          |
| 海岸沿海铁路（Seaboard Coast Line Railroad） | 51   | 7016-7031, 7052-7061, 7070-7094              |                                          |
| 联合太平洋铁路                               | 140  | 2415-2539, 2960-2974                         |                                          |

## 参看
- 通用电气Dash 7系列
- 通用电气通用系列
- U30C型柴油机车
- B30-7型柴油机车
- C36-7型柴油机车